# Station Lørenskog
Station Lørenskog  is een station in de gemeente Lørenskog in fylke Viken  in  Noorwegen. Een eerste station werd geopend in 1857. Het huidige stationsgebouw dateert uit 1901 en is een ontwerp van Paul Armin Due.
Het station langs Hovedbanen wordt bediend door lijn L1, de lokale lijn die pendelt tussen Spikkestad en Lillestrøm.